# Self-energia
Nella teoria quantistica dei campi, la self-energia di una particella (o auto-energia, dall'inglese self-energy) rappresenta il contributo all'energia della particella stessa dovuto all'interazione fra la particella e il resto del sistema. L'energia totale della particella è dunque data dalla somma della sua energia di particella non-interagente (detta anche di ordine zero), più la sua self-energia.
Ad esempio, nella QED o elettrodinamica quantistica, l'energia di ordine zero di una particella è la sua energia a riposo (ovvero la sua massa) più la sua energia cinetica, mentre la self-energia è l'energia in più che la particella acquista grazie all'interazione con il campo elettromagnetico.
Nella teoria a molti corpi invece, l'energia di ordine zero di una particella è la sua energia cinetica più la sua energia di interazione col campo esterno (ad esempio, in un solido, il potenziale elettrostatico esterno dovuto al reticolo periodico dei nuclei atomici), mentre la self-energia rappresenta l'energia in più che la particella acquisisce grazie all'interazione (a molti corpi) con tutte le altre particelle del sistema.
La self-energia può essere vista come un potenziale efficace agente sulla particella singola e dovuto all'interazione, in generale complicata a descrivere. Grazie alla self-energia è possibile scrivere un'equazione alla Schrödinger per la particella singola 
{\displaystyle (H_{0}+\Sigma )\psi =\varepsilon \psi }
dove {\displaystyle \varepsilon } e {\displaystyle \psi } sono rispettivamente l'energia e la funzione d'onda della particella; {\displaystyle H_{0}} è l'hamiltoniana non interagente, ovvero l'energia di ordine 0 della particella; mentre la self-energia {\displaystyle \Sigma } funge da potenziale effettivo indotto dall'interazione. In generale, la self-energia può essere un complicato operatore non-locale e dinamico, {\displaystyle \Sigma (r,r',\omega )}. Esplicitando gli indici, l'equazione di particella singola o quasiparticella si scrive dunque
{\displaystyle H_{0}(r)\psi (r)+\int dr'\,\Sigma (r,r',\omega {=}\varepsilon )\psi (r')=\varepsilon \psi (r)}
La self-energia è anche detta operatore di massa per il fatto che il suo effetto può essere visto come un contributo, ovvero una rinormalizzazione, alla sua energia di ordine zero, ossia, in una teoria relativistica, alla sua massa. In sostanza, la self-energia rappresenta un contributo effettivo alla massa della particella, ovvero la massa (l'energia) in più che essa acquista grazie al contributo dovuto all'interazione.
In generale, il valore dell'operatore di self-energia calcolato on-shell
{\displaystyle \langle \psi _{i}{\mathclose {|}}\Sigma (r,r',\omega =\varepsilon _{i}){\mathopen {|}}\psi _{i}\rangle }
è un numero complesso. La parte reale costituisce la vera e propria rinormalizzazione della massa ovvero dell'energia di ordine zero. Mentre la parte immaginaria costituisce il damping (smorzamento) o allargamento di linea dell'energia della particella. L'inverso della parte immaginaria rappresenta in effetti il tempo di vita, o vita media, della particella o quasiparticella.

## La self-energia dell'elettrone nella teoria a molti corpi
Nella teoria a molti corpi, la propagazione di una singola particella in un mezzo composto da un gran numero di altre particelle deve essere descritta in termini degli urti (ovvero degli eventi di scattering) che questa ha lungo il suo cammino. Matematicamente questo può essere fatto scrivendo il propagatore totale della particella G come uno sviluppo in funzione del propagatore libero G0; questo sviluppo può essere scritto come un'equazione di Dyson
{\displaystyle G=G_{0}^{}+G_{0}\Sigma G},
dove {\displaystyle \Sigma } è l'operatore di self-energia. Questa equazione può essere formalmente risolta come:
{\displaystyle G={\frac {1}{G_{0}^{-1}-\Sigma }}} ,
dove con {\displaystyle G_{0}^{-1}} si è indicato l'inverso del propagatore libero; quindi la self-energia agisce come una correzione alla propagazione libera.
La self-energia può essere scritta esattamente come prodotto di convoluzione fra la funzione di Green {\displaystyle G}, l'interazione schermata dinamicamente {\displaystyle W} ed infine la funzione di vertice {\displaystyle \Gamma },
{\displaystyle \Sigma =GW\Gamma }
Approssimando la funzione di vertice con il vertice nudo, {\displaystyle \Gamma =1}, si ottiene per la self-energia la cosiddetta approssimazione GW.

## La self-energia dell'elettrone in QED

Diagramma di Feynman che rappresenta l'auto-energia

Nell'elettrodinamica quantistica gli elettroni interagiscono con l'energia del vuoto (ovvero con le fluttuazioni quantistiche del vuoto) e parte della loro energia (e quindi della loro massa) è dovuta a queste continue interazioni. Il termine più semplice che contribuisce alla self-energia dell'elettrone è dato dall'emissione di un fotone (virtuale) che viene immediatamente riassorbito (diagramma di Feynman qui sopra tracciato). Questo tipo di eventi (che sono eventi al secondo ordine nello sviluppo perturbativo della matrice S) producono una rinormalizzazione della massa dell'elettrone libero.